# Катарина фон Насау-Диленбург
Катарина фон Насау-Диленбург (на немски: Katharina von Nassau-Dillenburg; * 29 декември 1543, замък Диленбург; † 25 декември 1624, Арнщат) е графиня от Насау-Диленбург и чрез женитба графиня на Шварцбург-Арнщат.

## Живот
Тя е дъщеря на граф Вилхелм „Богатия“ фон Насау (1487 – 1559) и втората му съпруга съпруга Юлиана фон Щолберг (1506 – 1580), дъщеря на граф Бото фон Щолберг (1467 – 1538) и графиня Анна фон Епщайн-Кьонигщайн (1482 – 1538). Сестра е на княз Вилхелм Орански (1533 – 1584).
Катарина се омъжва на 17 ноември 1560 г. в Арнщат по политически причини за граф Гюнтер XLI фон Шварцбург-Арнщат (* 25 септември 1529; † 23 май 1583, дворец Антверпен), най-големият син на граф Гюнтер XL фон Шварцбург „Богатия“ (1499 – 1552) и графиня Елизабет фон Изенбург-Бюдинген-Келстербах († 1572). Бракът е бездетен.
Те живеят известно време в Арнщат и инвестират подарените от Карл V 10 000 гулдена в строеж на графския дворец Найдек.
Катарина фон Насау-Диленбург колекционира като вдовица книги и умира на 25 декември 1624 г. в Арнщат на 80 години.